# مدل شبیه سازی فیزیک و شیمی اتمسفر CHIMERE

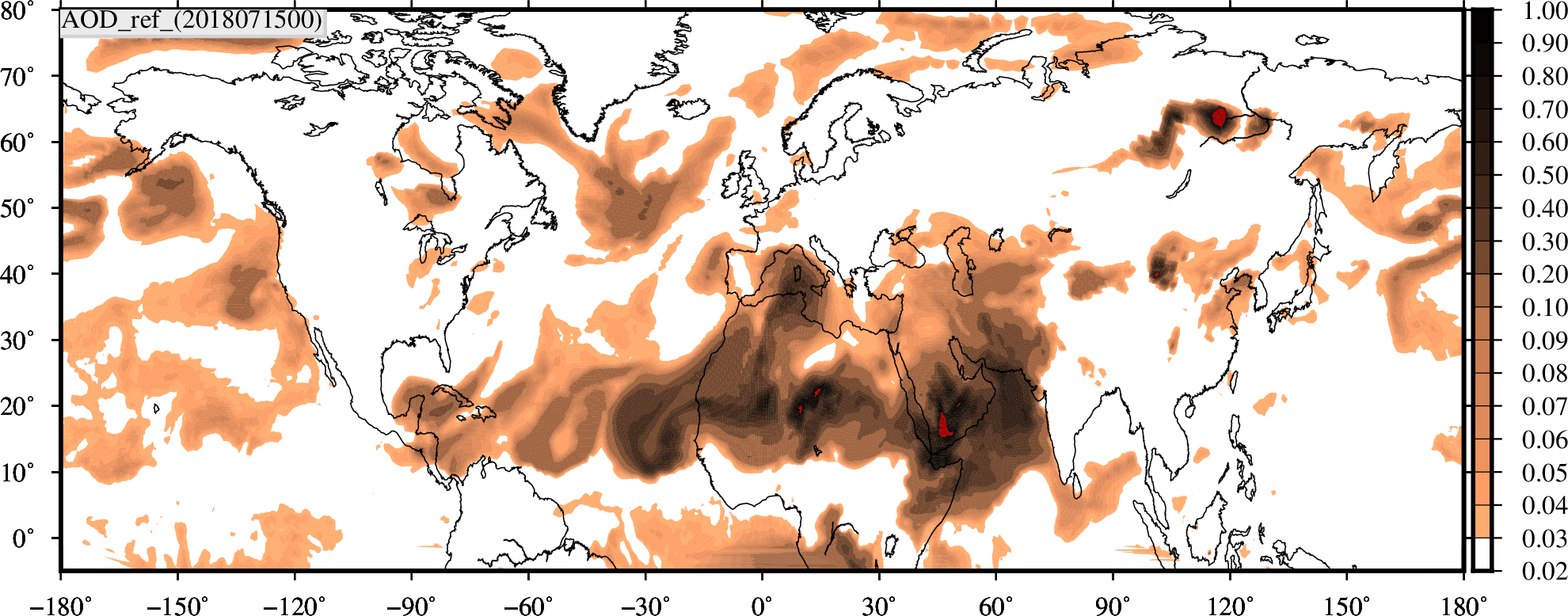
تصویر شبیه سازی عمق نوری ذرات با مدل CHIMERE

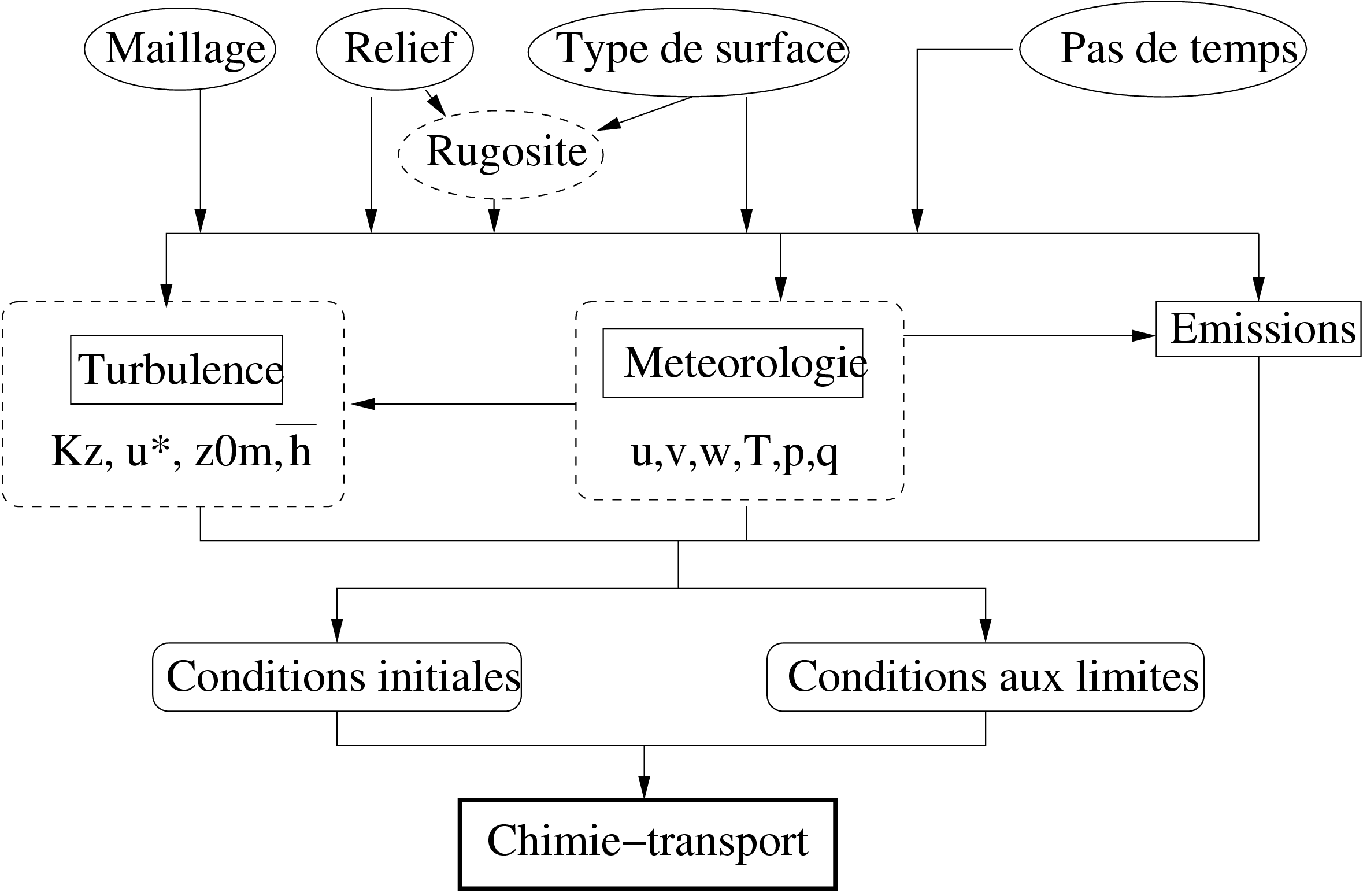
نمودار عمومی یک مدل شبیه سازی انتقالات آلاینده های هوایی دز اتمسفر

CHIMERE (به فرانسوی CHIMERE) یک مدل شبیه سازی انتقالات آلاینده های شیمیایی در اتمسفر است. این مدل یک مجموعه کد کامپیوتری است که گروهی از معادلات را گرد هم می‌آورد که می توانند انتقالات و واکنش های شیمیایی  آلاینده های شیمیایی موجود در اتمسفر را شبیه سازی کنند و امکان کمی‌سازی تکامل توده‌ای از آلاینده‌ها را به عنوان تابعی از زمان در مناطق مختلف (از شهر تا قاره‌) فراهم می‌کند. با استفاده از داده های هواشناسی و شار انتشارات مختلف به اتمسفر، CHIMERE امکان محاسبه میدان های سه بعدی غلظت آلاینده ها در جو را فراهم می سازد. با توجه به داده های ورودی استفاده شده و تعداد معادلات حل شده و فیزیکوشیمی استفاده شده در این مدل، CHIMERE یک مدل در مقیاس متوسط محسوب می شود که قادر به شبیه سازی تروپوسفر (از سطح زمین تا حدود ۲۰ hPa یا ۱۰ km ارتفاع ) است. رزولوشن افقی مدل می تواند به صورت اختیاری بین  1 تا ۱۰۰ km  انتخاب شود، بدین معنی که مدل توانایی شبیه سازی در سطح شهر تا نیمکره را دارد.

## آلاینده های شبیه سازی شده
آلاینده ها مولکول های گازی یا ذرات معلق هستند که در جو زمین  به فراوانی وجود دارند. در صورتی که غلظت آنها از آستانه خاصی بالاتر باشد، حضور آنها در هوا می تواند برای سلامتی مضر باشد. این آستانه ها برای هر آلاینده متفاوت است و مقدار آنها در نزدیکی سطح زمین هر ساعت بررسی می شود. CHIMERE حدود صد آلاینده شیمیایی گازی و ذرات معلق را شبیه‌سازی می‌کند، از جمله آلاینده هایی که به‌صورت روزانه پایش می‌شوند: ازون O3 ، اکسیدهای نیتروژن NO و NO2 ، ذرات PM (ذرات معلق)، مونوکسید کربن CO و دی اکسید گوگرد SO2 .

## کاربردهای ممکن
این مدل عددی می تواند کاربردهای مختلفی داشته باشد:
1. تجزیه و تحلیل اپیزودهای آلودگی هوای گذشته، مقایسه اندازه‌گیری‌های موجود و نتایج مدل: این روش به ما اجازه می دهد که خروجی مدل را نسبت به مشاهدات موجود بسنجیم و ضعف های آن را مشخص کنیم، دانستن این ضعف ها به ما نشان می دهد چه قسمتی از مدل نیاز به بهبود دارد.
2. بررسی سناریوهای مختلف: در این کاربرد، ابتدا یک شبیه سازی عادی انجام می شود، سپس به عنوان مثال انتشارات حاصل از فعالیت های انسانی کاهش یا افزایش داده می شود. این امر امکان کمی سازی سود حاصل از کاهش این انتشارات، و یا برعکس تخمین خسارت ناشی  از افزایش مستمر و آتی این انتشارات را ممکن می سازد.
3. پیش بینی کیفیت هوای روزهای آتی: معمولاً دو تا سه روز آتی و در یک منطقه معین. این مدل توسط تعداد زیادی از آژانس های نظارت بر کیفیت هوا در اروپا استفاده می شود. در فرانسه، این مدل روزانه برای پیش‌بینی آلودگی هوا (به دلیل قانون هوا که در سال 1996 در فرانسه تصویب شد) استفاده می شود (برای مثال AIRPARIF در منطقه پاریس و Atmo Grand Est در Grand Est). در فرانسه در سطح ملی، CHIMERE ابزار مدل سازی ایست که توسط INERIS برای پلت فرم پیش بینی PREVAIR استفاده می شود.

## اصول و پایه مدل
مدل CHIMERE از سه قسمت اصلی تشکیل شده است: مرحله آماده سازی داده ها (پیش پردازش) که براس شروع شبیه سازی ضروریست، مدل برای محاسبه غلظت های جوی و فاز بهره برداری از نتایج. این قسمت ها برای همه ابزارهای عددی از این نوع صادق است (شکل را ببینید).
- پیش پردازش:

قسمت پیش پردازش شامل آماده سازی اطلاعات لازم برای یک مدل شیمی اتمسفری در طول شبیه سازی است (چند روز یا هفته با یک مرحله زمانی چند ثانیه محاسبه می شود): اطلاعات هواشناسی و انتشارات به اتمسفز. اطلاعات دیگری که در این مرحله آماده سازی می شوند شامل شرایط اولیه و مرزی (غلظت اولیه آلاینده های شیمیایی) و شرایط جغرافیایی (انواع خاک و سطح، پوشش گیاهی) می باشد.
- مدل CHIMERE

پس از خواندن تمام داده های ورودی، سیستم های معادلات دیفرانسیل شامل تمام واکنش های شیمیایی (با گونه های شیمیایی که از چند میکروثانیه تا چند روز طول عمر در اتمسفر دارند) در زمان و مکان به صورت عددی حل می شوند. در عین حال، حمل و نقل (فرار و جابجایی)، انتقال در جریانات هوایی، انتشارات و رسوبات خشک و مرطوب در نظر گرفته می شوند که باعث افزایش یا کاهش غلظت آلاینده های هوا می شوند.
- پس پردازش نتایج:

پس پردازش امکان بهره برداری از نتایج را فراهم می کند. میدان های غلظت خروجی مدل در هزاران نقطه و ساعت به ساعت اطلاعات زیادی را شامل می شوند که اغلب نمی توان مستقیماً از آنها نتیجه گیری کرد. این مرحله امکان محاسبه اطلاعات آماری (در مقایسه با ایستگاه های مشاهدات سطحی، برای تعیین دقت محاسبات مدل در مقابل مشاهدات)، نقشه های سنتز شده (به عنوان مثال حداکثر ازون یا ذرات معلق در طول یک روز) را می دهد.

## تحقیقات فعلی با مدل
مدل CHIMERE در حال توسعه مداوم است و نسخه جدیدی از کد سالی یک بار در دسترس کاربران قرار می گیرد  . در حالی که شبیه سازی گازها در مدل های منطقه ای به طور به نسبت دقیق انجام می شود، ابهامات زیادی در مدل‌سازی ذرات معلق وجود دارد. ذرات معلق می توانند منشأها  (ذرات انسانی و شهری، ذرات احتراق آتش، یا ذرات معدنی) و طول عمر متفاوتی داشته باشند که مدل‌سازی دقیق آنها را پیچیده می‌کند. تحقیقات کنونی به تأثیرات بر سلامتی، از جمله طراحی مدل‌های مواجهه جمعیت انسانی با آلاینده‌های مختلف، و همچنین بررسی ذرات جدیدی که باید در نظر گرفته شوند (مانند گرده‌ها که بسیار حساسیت‌زا هستند) می‌پردازند. آخرین نسخه از  مدل CHIMEREشبیه سازی اثرات به اصطلاح "آنلاین" را به همراه دارد. تا همین اواخر، این نوع مدل فقط در حالت "آفلاین" قابل استفاده بود، بدین معنی که داده های هواشناسی از قبل محاسبه و سپس برای محاسبه آلاینده های شیمیایی و انتقال آلاینده ها استفاده می شد. در آخرین نسخه مدل، 2020  ، بازخوردهای بین متغیرهای هواشناسی و آلاینده های شیمیایی برای محاسبه واقع بینانه تر تأثیر تشعشعی ذرات معلق در هوا (اثرات مستقیم) و تشکیل ابر (اثرات غیر مستقیم) نیز در نظر گرفته می شوند.

## توسعه و ارائه مدل
این مدل توسط محققان موسسه P. S. Laplace CNRS (IPSL) توسعه یافته است. این کد تحت مجوز نرم افزار رایگان GNU GPL  می باشد و در وب سایت http://www.lmd.polytechnique.fr/chimere قابل دسترسی است.